# Dabar (Otocsán)
Dabar falu Horvátországban Lika-Zengg megyében. Közigazgatásilag Otocsánhoz tartozik.

## Fekvése
Zenggtől légvonalban 35 km-re, közúton 50 km-re délkeletre, községközpontjától 21 km-re északkeletre, a Gacka-mezőtől északra található Dabari völgyben, az azonos nevű mező szélén, a Kis-Kapela déli lábainál fekszik. Településrészei Antici, Bobici, Lug, Ljustine, Krznarici, Zabarja, Zapolje és Zivica.
Északi részén hegyvidéki, déli részén sajátos előhegyvidéki éghajlat érvényesül.

## Története
Közvetlenül a falu mellett a 692 méter magas Vucjak nevű magaslaton láthatók a Frangepánok egykori várának romjai. Nem nehéz megközelíteni a vár romjait, melynek a mai emberek a "Sokolic grad" nevet adták, bár egykor Dabarnak nevezték és az ősi Gacka megyének az egyik meghatározó erőssége volt. Neve középkori eredetű, amikor még a Dabran és Zagorac nemzetségek lakták e vidéket. Az 1379-ből származó „Dabari breviárium” több, ma már nem létező falut is említ Dabar környékén. A Frangepánok 1290-ben kapták Gacka megyét királyi adományként és nyomban hozzáláttak a várak építéséhez és megerősítéséhez. Dabar várát valószínűleg a 14. században építették, első írásos említése 1449-ben abban az okiratban történt, melyben Frangepán Miklós fiai megosztoztak a Frangepán birtokokon. Az egyezséggel Otocsán, Prozor, Dabar és Vrhovine várai Frangepán Zsigmond birtokába kerültek. Zsigmond 1465-ben meghalt és csak két lány Borbála és Dorica maradt utána, így Dabar testvérének Frangepán Mártonnak a birtokába jutott. 1486-ban Mátyás magyar király Dabart az egész Gacka megyével együtt elvette a Frangepánoktól, attól fogva királyi várnagyok igazgatták. 1527-ben a török elfoglalta Korbáviát és Lika déli részét, Dabar lakossága is elmenekült. Ezzel a vár csakhamar a végvárak láncolatába került és jelentősége megnőtt. 1561-ben egy katonai bizottság vizsgálta meg, amely megállapította, hogy nagymértékű megerősítése elengedhetetlen. Főként a kapu védműveit, a tornyokat és a tetőt kellett javítani és 32 fős állandó őrséget helyeztek el benne. 1572-ben Dabar várában 40 fős német helyőrség volt, akik havonta 193 forint zsoldot kaptak. Miksa király Krajnát, Stájerországot és Karintiát testvérére, Károly főhercegre bízta. A főherceg megvizsgáltatta a vár fegyverzetét és jelentésében megemlíti, hogy a három hatfontos ágyúval, négy háromfontos és hat kisebb ágyúval, két mozsárágyúval és 99 puskával van felszerelve. A fegyvereket és muníciót Zenggből, az élelmet Ogulinból biztosították, helyőrségét 35 horvát katona képezte, akik havi zsoldot kaptak.
Dabar kezdetben a zenggi kapitányság alárendeltségébe tartozott, majd 1578-ban a szluini kapitány alá rendelték. Ekkor személyzetéhez egy kapitány, egy vajda és húsz katona tartozott. A kapitány fizetsége 20 forint a többi személyzeté összesen 177 forint volt, mely élelmüket és öltözetüket fedezte. 1657-ben egy hatezer fős török sereg támadt a vidékre, kirabolták Dabart is, de az otocsáni és zenggi sereg a Gusić-mezőn megverte őket. A 17. században a tengerpartról kitelepített uszkókok és a török elől menekülő vlachok érkeztek a Gacka biztonságosabb vidékére. 1672-ben a vár alatt már 90 vlach család lakott, akiknek Herberstein károlyvárosi várparancsnok Veliki Glibodolnál adott földet. A vár jelentősége 1689-től szűnt meg, amikor a Marko Mesić pap vezette horvát sereg kiűzte a törököt Likából és Korbáviából. Ettől fogva a vár őrségét fokozatosan csökkentették, végül teljesen elhagyták és falai romlásnak indultak. 1773-ban már azt írják róla, hogy a vár teljesen az enyészeté. Bár az idő vasfoga a várat romba döntötte, az alatta fekvő falu fejlődésnek indult. Lakossága a letelepedés fejében katonai szolgálatra volt kötelezett. 1697-ben 96 volt a katonakötelesek száma. Dabar az otocsáni határőrezred skarei századához tartozott. A katolikusok 1730-ban felépítették Szent Mihály tiszteletére szentelt templomukat. 1802-ben az épületet megújították és harangtornyot építettek hozzá. Plébániájukat 1807-ben alapították, azelőtt az otocsáni plébániához tartoztak és a faluban csak káplán működött. Iskoláját 1835-ben alapították. Ekkor Dabaron 112 ház állt 1696 lakossal, közülük 915 katolikus és 781 pravoszláv vallású. 1857-ben 131 háza és 2030 lakosa volt, közülük 1157 görögkeleti és 747 római katolikus vallású. A görögkeletiek a Nagyboldogasszony, a katolikusok a Szent Mihály templomban tartották az istentiszteletet. A katonai határőrvidék megszüntetésekor Dabart is integrálták a polgári közigazgatásba és községközpont lett. Az önálló községet 1952-ben szüntették meg, amikor a kis községeket felszámolták.
1910-ben 2328 lakosa volt, közülük 1235 görögkeleti és 1159 római katolikus. A trianoni békeszerződésig Lika-Korbava vármegye Otocsáni járásához tartozott. Ezt követően előbb a Szerb–Horvát–Szlovén Királyság, majd Jugoszlávia része lett. A második világháború idején mindkét templomot lerombolták a partizánok. A katolikus templomot később újjáépítették, a pravoszláv templom azonban már nem épült újjá. A háború után a falu lakossága egyre csökkent. Sokan az ország nagyobb településeire, főként Otocsánra költöztek, de még többen vándoroltak ki Ausztráliába, Amerikába és Európa nyugati országaiba. 1991-ben a független Horvátország része lett. A honvédő háború során a település súlyos károkat szenvedett. A vegyes lakosságú településen 1991. november 21-én a szerbek az ott maradottak közül 14 horvát nemzetiségű polgári lakost öltek meg, míg 11-en elképzelhetetlenül nehéz körülmények között élték túl az erőszakot. December 21-én hét helyi lakost hurcoltak el, majd miután megkínozták, kegyetlen módon ölték meg őket. Több idős ember megcsonkított maradványait csak 1995-ben a Vihar hadművelet után találták meg. A falunak 2011-ben már csak 113 lakosa volt.

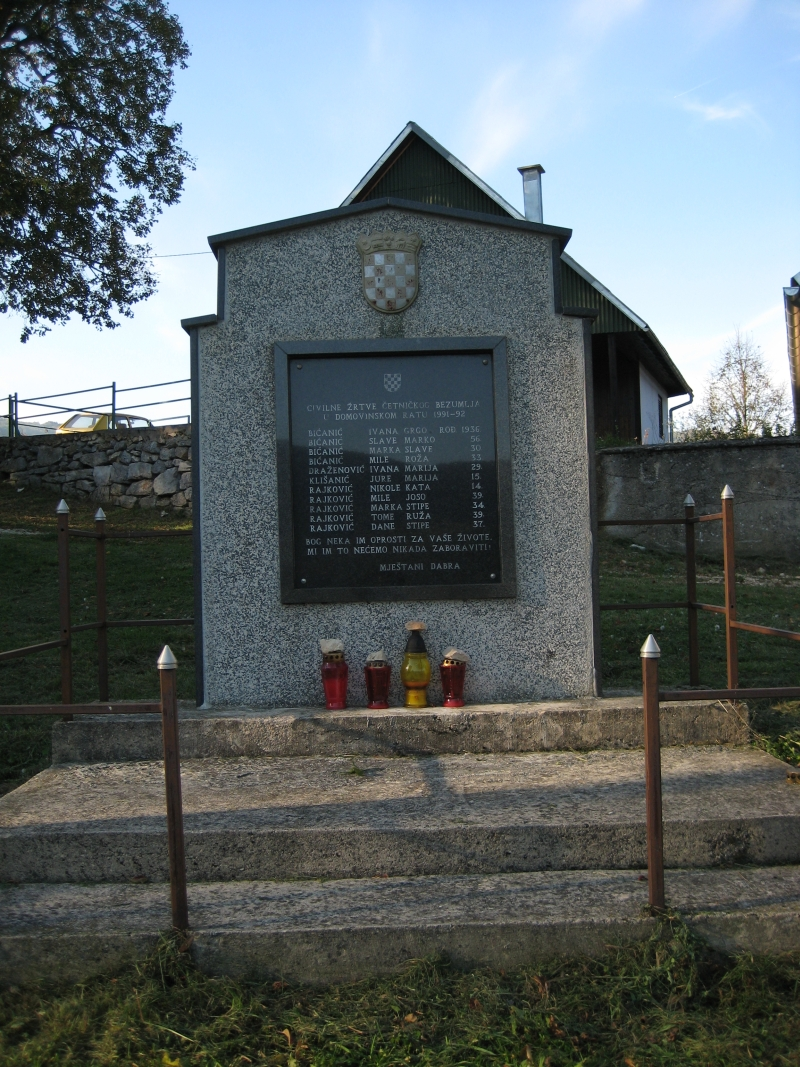
A honvédő háború dabari polgári áldozatainak emlékműve

## Lakosság
| Lakosság változása | Lakosság változása | Lakosság változása | Lakosság változása | Lakosság változása | Lakosság változása | Lakosság változása | Lakosság változása | Lakosság változása | Lakosság változása | Lakosság változása | Lakosság változása | Lakosság változása | Lakosság változása | Lakosság változása | Lakosság változása |
| ------------------ | ------------------ | ------------------ | ------------------ | ------------------ | ------------------ | ------------------ | ------------------ | ------------------ | ------------------ | ------------------ | ------------------ | ------------------ | ------------------ | ------------------ | ------------------ |
| 1857               | 1869               | 1880               | 1890               | 1900               | 1910               | 1921               | 1931               | 1948               | 1953               | 1961               | 1971               | 1981               | 1991               | 2001               | 2011               |
| 2.030              | 2.179              | 1.908              | 2.202              | 2.470              | 2.328              | 2.068              | 2.052              | 1.700              | 1.511              | 1.325              | 1.058              | 743                | 596                | 207                | 113                |

## Nevezetességei
- A falu feletti 692 méter magas Vucjak nevű magaslaton láthatók a Frangepánok 14. századi várának romjai.
- Szent Mihály arkangyal tiszteletére szentelt római katolikus temploma[5] 1730-ban épült. 1802-ben megújították és harangtornyot építettek hozzá. A II. világháborúban lerombolták, de a háború után a hívek újjáépítették. A honvédő háború idején súlyos károkat szenvedett. 2004-ben tornyát újjáépítették, a felújítási munkák 2009-ben fejeződtek be. 2009. október 3-án a templomban új oltárt szenteltek. A plébániaház 1772-ben épült. A korabeli források szerint 1468-ban egy Szent Kozma és Damján tiszteletére szentelt templomocska állt Dabaron, de ennek mára semmi nyoma nem maradt.
- A pravoszlávoknak 1762-ben császári rendelet engedélyezte templom építését, de megtiltották, hogy nagyobbat építsenek mint a katolikus templom. Így csak alacsony tornya lehetett. A templom 1770-ben épült fel és a Nagyboldogasszonynak szentelték. Már 1782-ben megújították. A II. világháborúban lerombolták és már nem épült újjá.

## A Dabari breviárium
A vatikáni könyvtárban őriznek egy két részes breviáriumot (Borg. Ilir. 5 és Borg Ilir. 6 szignatúra alatt), mely a benne foglaltak tanúsága szerint likai Tribihovićin íródott. Az első könyvet 1379-ben kezdték el írni és 1387-ben fejezték be a második kötetet. Amint az a második kötet 217. oldalán kiderül írója egy bizonyos Fábián nevű pap, aki Hans gróf, Veglia, Gacka és Senia ura idején írta művét. Az első könyv 248, a második 217 oldalas és két szakaszban íródott és szerzője láthatóan nem fejezte be művét. Mindkét kötet gazdagon díszített, de az első díszesebb a másodiknál. A breviáriumot törökök rabolták el, de 1487-ben két helybeli ember visszavásárolta. A breviárium 1510-ben Vrbnikre került, ahonnan 1627-ben Rómába küldték. Más glagolita könyvekhez hasonlóan ez is tele van írva jegyzetekkel. Ezek a jegyzetek nemcsak fontos dolgokról szólnak, hanem az illető saját dolgairól és másokról is. Az első könyv 137. oldalán egy bizonyos Žakan feljegyezte, hogy „ezt olyan írta aki szeretne már egy kis vizet”. Ebben a breviáriumban maradt fenn azon ritka himnuszok egyike, amely a szlávok megtérítői Szent Cirill és Metód tiszteletére íródott.